# 창원 대광사 조상경
창원 대광사 조상경(昌原 大廣寺 造像經)은 대한민국 경상남도 창원시 진해구 진해대로 303, 대광사에 있는 불경이다. 2015년 10월 29일 경상남도의 문화재자료 제602호로 지정되었다.

## 개요
｢조상경(造像經)｣은 불상(佛像)이나 보살상(菩薩像)을 만들고, 그 속에 여러 가지 물건으로 복장(腹藏)하여 봉안하는 과정과 그에 수반되는 여러 의식(儀式)과 진언(眞言) 등을 모아서 정리한 책이다.
표지서명은 ‘造像經’으로 확인된다. 권수제(卷首題)는 ‘大藏一覽經造像品(대장일람경조상품)’, 판심제(版心題)는 ‘造像經(조상경)’으로 표시되어 있다. 원래는 명대거사(明代居士) 진실(陳實)이 편찬한 ‘大藏一覽經(대장일람경)’속의 한 품이었던 ‘造像品(조상품)’이 경전으로 독립한 것이다. 우리나라에서 독립된 조상경은 조선후기 간행본만이 전해진다.
이 책은 불분권(不分卷) 1책으로 제본(製本)된 목판본(木板本)으로 되어 있다. 판식(板式)은 사주단변(四周單邊)에, 반곽(半郭)의 크기는 세로22.7cm에 가로16.0cm이며, 계선이 있고(有界), 10행(行) 20자(字)로 배열되어 있다.
또한 ‘1824년’이라는 명확한 간행 기록(刊記)과 시주자들이 수록되어 있고, 그 인출 및 보관상태가 양호한 책이다.
조선후기 임진왜란과 병자호란으로 훼손된 사찰에 대한 중건과 이에 따른 불상의 제작 및 개⋅보수를 하기 위한 기초자료의 성격도 띄고 있기 때문에, 그 간행 의의가 주목되는 점에서 자료적 가치를 지니고 있다.

## 참고 자료
- 창원 대광사 조상경 - 국가유산청 국가유산포털